# ناحیه کوهستان، پاکستان
ناحیه کوهستان (به انگلیسی: Kohistan District) یک ناحیه در پاکستان است که در خیبر پختونخوا واقع شده‌است. ناحیه کوهستان ۷٬۴۹۲ کیلومتر مربع مساحت و ۷۸۴٬۷۱۱ نفر جمعیت دارد.